# Linda Sundblad
Linda Caroline Sundblad (ur. 5 lipca 1981 w Lidköping) – szwedzka piosenkarka, modelka, aktorka. Uczyła się w szkole teatralnej, ale w wieku 15 lat poświęciła naukę, by zostać wokalistką rockowego zespołu o nazwie Lambretta. Wraz z zespołem nagrała 3 albumy: Breakfast (1999), Lambretta (2001) i The Fight (2004). Sławna stała się także dzięki współpracy z zespołem Apocalyptica, wraz z którym wylansowała piosenkę „Faraway vol.2”.
Po rozpadzie Lambretty jesienią 2005, w 2006 wydała swój pierwszy solowy album zatytułowany Oh My God.

## Dyskografia
Albumy
| Oh My God!                          | - Data: 8 listopada 2006 - Wydawca: Bonnier Music        | 11 |
| Manifest                            | - Data: 31 marca 2010 - Wydawca: Roxy Recordings         | 36 |
| Öppna ditt hjärta så ska du få (EP) | - Data: 21 września 2012 - Wydawca: Sony/ATV Scandinavia | –  |
| „–” album nie był notowany.         |                                                          |    |

Single
| Apocalyptica feat. Linda Sundblad – "Faraway Vol. II" | 2003 | – | 43 | Reflections                         |
| "Oh Father"                                           | 2006 | 1 | –  | Oh My God!                          |
| "Lose You"                                            | 2006 | 2 | –  | Oh My God!                          |
| "Back In Time"                                        | 2006 | – | –  | Oh My God!                          |
| Rasmus Faber feat. Linda Sundblad – "Always"          | 2009 | – | –  | Where We Belong                     |
| "Lucky You"                                           | 2011 | – | –  | –                                   |
| "I’m A Star"                                          | 2011 | – | –  | –                                   |
| "Hur Kan Jag Sakna Nåt Jag Aldrig Haft"               | 2012 | – | –  | Öppna ditt hjärta så ska du få (EP) |
| „–” singel nie był notowany.                          |      |   |    |                                     |